# Raw Like Sushi II
Raw like Sushi II è un album dal vivo del gruppo musicale statunitense Mr. Big, pubblicato nel 1992 dalla Atlantic Records.

## Tracce
1. Daddy, Brother, Lover, Little Boy (The Electric Drill Song) – 4:58
2. Voodoo Kiss – 5:34
3. A Little Too Loose – 5:59
4. Road to Ruin/Guitar Solo – 12:54
5. Lucky This Time/Bass Solo – 12:47
6. Shyboy (cover dei Talas) – 4:11
7. Woman from Tokyo/Baba O'Riley (cover dei Deep Purple/The Who) – 7:30

## Formazione
- Eric Martin – voce
- Paul Gilbert – chitarre, cori
- Billy Sheehan – basso, cori
- Pat Torpey – batteria, cori